# Budismo Camino del Diamante
Este artículo se refiere a una organización budista específica. Vea Vajrayāna, que también puede referirse a Budismo Camino del Diamante.
- Portal:Budismo. Contenido relacionado con Budismo.

El Budismo Camino del Diamante es una asociación internacional de Centros Budistas dentro de la escuela Karma Kagyu del budismo tibetano. El primer centro budista Camino del Diamante fue fundado por el Lama Ole Nydahl y su esposa Hannah, ambos estudiantes del 16.º Gyalwa Karmapa. En la actualidad existen más de 700 centros Camino del Diamante en el mundo.

## Historia
Ole y Hannah Nydahl pasaron su luna de miel en los Himalayas. Al igual que otros hippies de ese momentos, entraron en contacto con el Budismo Tibetano y quedaron fascinados por él. Después de seguir las enseñanzas de Lopon Tsechu Rimpoché, en 1969 conocieron al 16.º Karmapa, cabeza espiritual del Linaje Karma Kagyu, y se convirtieron en sus más cercanos estudiantes occidentales. Después de completar tres años de estudios de la filosofía budista y de entrenamiento intensivo en meditación, incluyendo la transmisión para una práctica única del Budismo Camino del Diamante, llamada muerte consciente (tibetano: Phowa), el XVI Karmapa les pidió que enseñaran, establecieran centros y se aseguraran que las enseñanzas se mantuviesen vivas y atractivas para las personas inteligentes, críticas y laicas del mundo Occidental.
El Budismo Camino del Diamante sigue el linaje Karma Kagyu del Budismo Tibetano bajo la dirección de Trinlay Thaye Dorje, el 17tmo Karmapa.

## Desarrollo
En 1973, el XVI Karmapa visitó por primera vez Europa, accediendo a la invitación de Ole y Hannah Nydahl. Poco después, Ole comenzó a viajar por Europa siguiendo las directrices de su maestro impartiendo enseñanzas sobre las doctrinas del Budismo Tibetano del Linaje Karma Kagyu.

## Organización
En enero de 2011 este grupo había fundado más de 660 centros en más de 50 países, principalmente en Europa, Rusia, América del Norte y América del Sur.
El sistema organizativo es horizontal, todo el trabajo relacionado con los centros y grupos es trabajo voluntario, no remunerado, y funcionan basándose en la amistad y el idealismo.

## Maestros
XVI Karmapa Rangjung Rigpe Dorje: En 1931 el joven encarnado fue ordenado como monje novicio y le entregaron los hábitos ceremoniales y la Corona Negra del Karmapa. Estudió en el Monasterio de Tsurphu durante cuatro años, profundizando su comprensión meditativa de los sutras, los tantras, el mahamudra y los seis yogas de Naropa. 
XVII Karmapa Trinley Thaye Dorje: Nació en Tíbet el 6 de mayo de 1983 y fue el primer hijo del tercer Mipam Rinpoche, un gran Lama Nyingma. En 1999 realizó su primera gira internacional por Asia, y el comienzo del nuevo milenio estuvo marcado por su primera visita histórica a Occidente. En Düsseldorf, Alemania, fue recibido por más de 6.000 estudiantes de todo el mundo.
Reside actualmente en Kalimpong, India, donde continúa su formación espiritual y su educación occidental.
Lama Ole Nydahl: Nació en 1941 en Dinamarca. Desafiando los conceptos de las personas sobre la vida y enseñando el budismo de una manera poco ortodoxa, Lama Ole ha sido una importante fuerza impulsora trayendo el budismo a Occidente, y hasta la fecha ha establecido más de 610 centros budistas del Camino del Diamante en 44 países de todo el mundo. Su combinación única de estilo moderno y sabiduría antigua ayudó a crear el cuerpo más grande de estudiantes practicando los métodos budistas del Camino del Diamante en Occidente. Shamar Rinpoche ha dicho: “En 1973, el XVI Karmapa les ordenó a Ole y Hannah que enseñaran y predijo que tendrían mucho éxito en la difusión de las enseñanzas de Buda en Occidente. El XVI Karmapa les enseñó sus prácticas principales, el Gurú Yoga en el Octavo y el Décimo sexto Karmapa. Ellos mantienen su vínculo (tibetano: samaya) sin duda alguna, siguiendo y cumpliendo el deseo de Karmapa. Ole está llevando a cabo la actividad del XVI Karmapa”. Cada centro tiene guías y el Lama Ole ha pedido a varios de sus estudiantes que viajen alrededor del mundo dando enseñanzas, su más profundo deseo es que los métodos del Camino del Diamante sean relevantes para las personas independientes de Occidente.
Otros maestros importantes y que participan en algunos de los cursos dados alrededor del mundo por la organización de Budismo Camino del Diamante son el XIV Kunsig Shamar Rinpoche, Sherab Gyaltsen Rinpoche, Jigme Rinpoche, así como lo fueron también Lopon Tsechu Rinpoche y Hannah Nydahl.

## Prácticas
El Budismo Camino del Diamante utiliza una variedad de técnicas de meditación Vajrayana dentro de la tradición Karma Kagyu. La práctica principal en los Centros es la meditación en el XVI Karmapa, donde cada uno se identifica con las cualidades iluminadas del Karmapa con el fin de desarrollar sus cualidades. 
Uno puede recibir una explicación de las meditaciones de los miembros más experimentados en los centros budistas del Camino del Diamante. Lo que se considera la práctica más importante en el budismo Camino del Diamante es, sin embargo la identificación con el maestro, y para tratar de mantener la visión de Mahamudra y practicar lo aprendido en la vida cotidiana.